# دومنیکو سارارو
دومنیکو سارارو (انگلیسی: Domenico Semeraro؛ زادهٔ ۳ فوریهٔ ۱۹۶۴) ورزشکار دو و میدانی اهل سوئیس است.